# Abadia de Santa Maria del Monte
A Abadia de Santa Maria del Monte (Santa Maria da Montanha) é um mosteiro benedicina em Cesena, Itália. Este edifício imponente fica no Colle Spaziano (Monte Spaziano).

## História
A abadia foi fundada por volta do ano 1001 e concluída em 1026, ligada a uma pequena igreja que abrigava os restos mortais de São Mauro, um monge beneditino que havia sido Bispo de Cesena na primeira metade do século X e que o costume de subir a colina onde fica a abadia para rezar. Sua vita foi escrita pelo monge e cardeal Camaldulense, Pedro Damião. A abadia foi confirmada em 1059 por uma bula papal do Papa Nicolau II.
A abadia se beneficiou muito ao receber o imperador Frederico Barbarossa como hóspede em 1177. O imperador deu a abadia sua proteção e concedeu uma grande doação de terras à comunidade. Em 1356, entretanto, o governante de Forlì, Francesco II Ordelaffi, confiscou o mosteiro e o usou como quartel para suas tropas. Os monges fugiram por mais de um ano. Ao retornar, eles encontraram a abadia em ruínas. A reconstrução durou mais de um século.
Entre 1536 e 1548 a igreja da abadia assumiu a sua aparência atual com base em um projeto de Domenico Gravini de Brisighella, que utilizou um projeto original de Bramante. Como centro da vida artística de Cesena, a Basílica del Monte também se beneficiou da obra de grandes artistas da região: Scipione Sacco, Girolamo Longhi e Francesco Masini. Obras importantes também podem ser atribuídas a Francesco Morandi, conhecido como Terribilia, a quem devemos a cúpula (decorada por Francesco Masini entre 1568 e 1571) e a escadaria de pedra original, e a Alessandro Corsi que em 1588 foi o criador do poço monumental de o Grande Claustro. A igreja também abriga um coro de madeira concluído em 1575 por Giuseppe d'Alberto di Scalva.

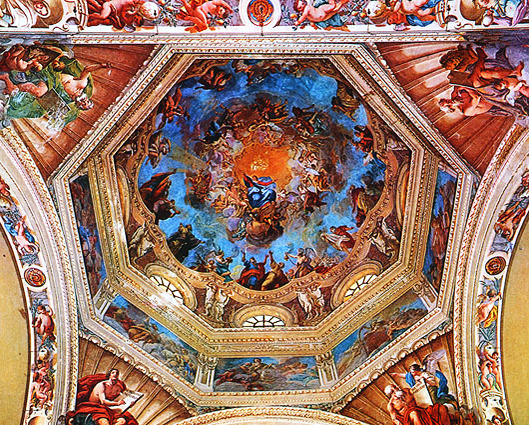
Frescos da Cúpula da Abadia de Santa Maria del Monte

Uma série de acontecimentos infelizes levou a uma crise da abadia, nos anos 1600, que foi agravada pelo terremoto de 1768, que destruiu a cúpula da basílica. A cúpula foi reconstruída por Pietro Carlo Borboni e decorada por Giuseppe Milani entre 1773 e 1774.
A abadia foi suprimida em 1796 durante a ocupação da Itália pelo Exército Revolucionário Francês, sob Napoleão Bonaparte. Os monges foram expulsos e o conteúdo da abadia foi vendido. A basílica foi transferida para os cuidados dos franciscanos conventuais até que eles também foram suprimidos em 1810, quando então era administrada pelo clero secular. Após a restauração do domínio italiano, o terreno da abadia foi devolvido em 1814 por seu atual proprietário, o conde Semprini, ao Papa Pio VII, que era natural da cidade. O Papa restabeleceu a abadia em 1819 e a tornou parte da Congregação de Santa Giustina, parte de um movimento de reforma da vida monástica que tinha sua sede na Abadia de Santa Giustina em Pádua.
Um membro notável da comunidade neste período foi um jovem que foi recebido na Ordem em 1827 com o nome de Pietro Casaretto. Ele deveria prosseguir e estabelecer uma grande reforma na congregação, que agora se estende a quase todos os continentes do mundo.
A abadia foi novamente suprimida em 1866. Os monges não puderam voltar para retomar suas vidas até 1874.

## Ex-voto
A abadia também é conhecida por abrigar uma das mais ricas coleções de ex-votos da Europa (tabelas votivas que datam de mais de cinco séculos). Durante uma visita em 1986, o Papa João Paulo II seguiu esse costume e deixou uma sua. A abadia também é conhecida por uma oficina de restauração de livros antigos que continua a funcionar até hoje.